# Stachy
Stachy (en allemand : Stachau) est une commune du district de Prachatice, dans la région de Bohême-du-Sud, en République tchèque. Sa population s'élevait à 1 251 habitants en 2023.

## Géographie
Stachy se trouve dans la Forêt de Bohême, à 10 km au nord-ouest de Vimperk, à 27 km au nord-ouest de Prachatice, à 62 km à l'ouest-nord-ouest de České Budějovice et à 122 km au sud-ouest de Prague.
La commune est limitée par Nicov au nord-ouest, par Vacov au nord-est, par Zdíkov à l'est, par Nové Hutě au sud et par Kašperské Hory à l'ouest.

## Histoire
La première mention écrite du village date de 1578.

## Administration
La commune se compose de trois sections :
- Jaroškov
- Stachy
- Úbislav

## Galerie

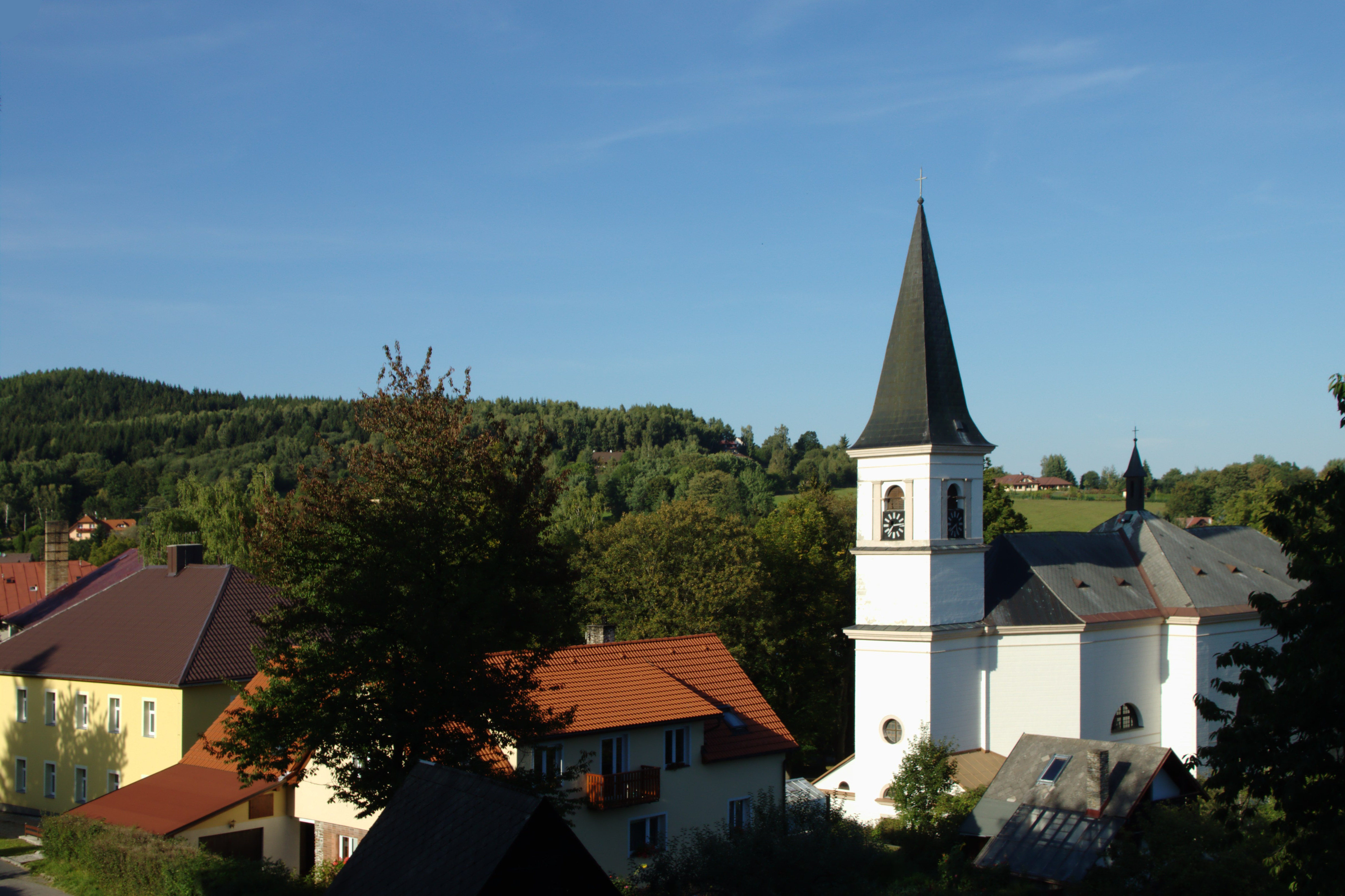
Église de Stachy.
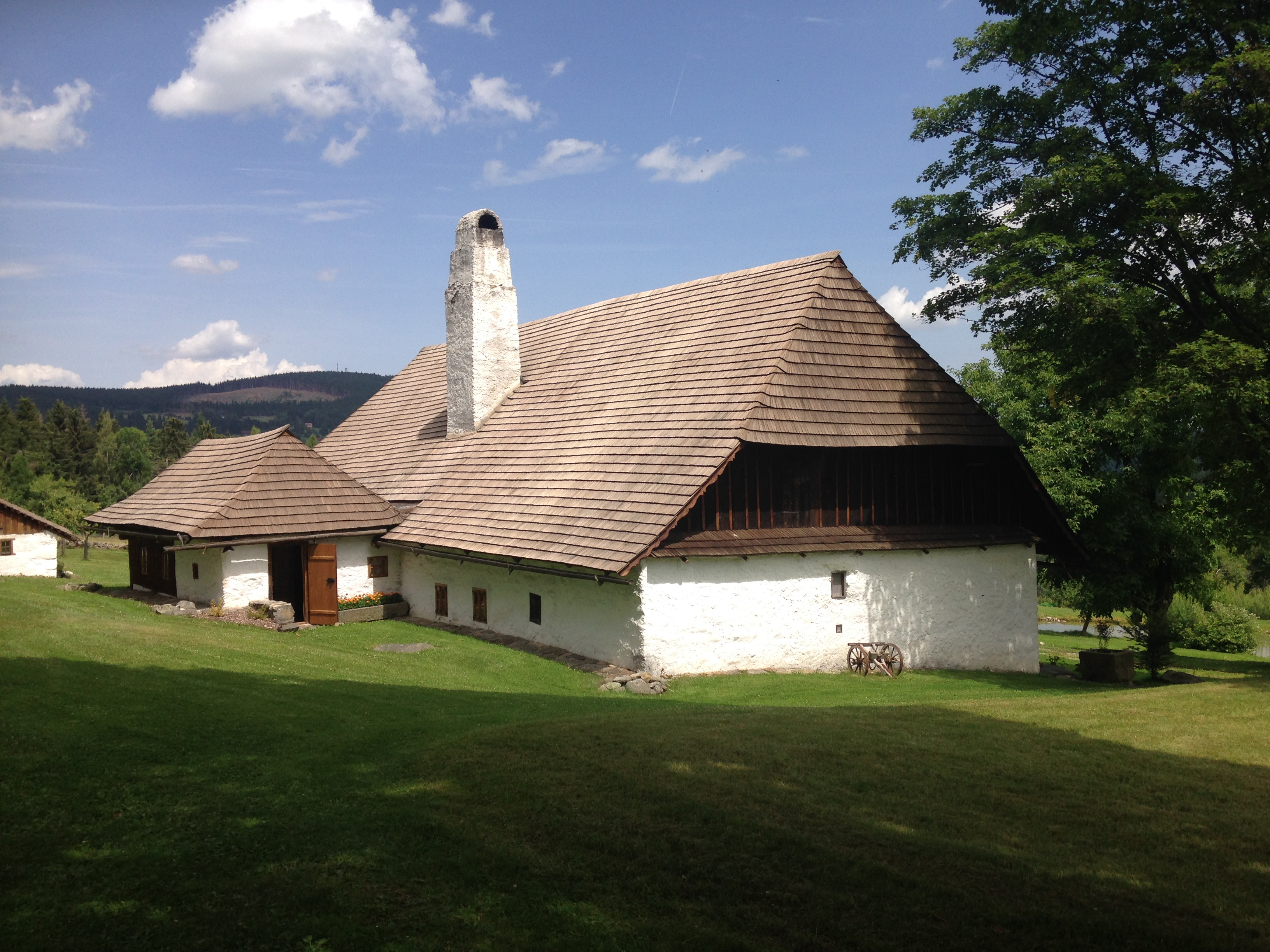
Maison rénovée avec des bardeaux en bois.

## Transports
Par la route, Stachy se trouve à 13 km de Vimperk, à 33 km de Prachatice, à 70 km de Ceské Budejovice et à 148 km de Prague.